# Golfe de Santa Catalina
Le golfe de Santa Catalina, également appelé le golfe de Catalina, est un golfe de l'océan Pacifique sur la côte ouest de l'Amérique du Nord. La côte est du golfe appartient aux États de Californie, aux États-Unis, et de Basse-Californie, au Mexique. La plus grande ville sur la côte du golfe est San Diego. Les îles du golfe incluent l'île Santa Catalina. Le golfe borde la côte est de Catalina et les plages du comté d'Orange, du comté de Los Angeles et du comté de San Diego. 

## Histoire
Les explorateurs européens ont parcouru le golfe pour la première fois en 1542, lorsque João Rodrigues Cabrilho a navigué depuis Navidad à bord du San Salvador (en) accompagné de deux autres navires. 

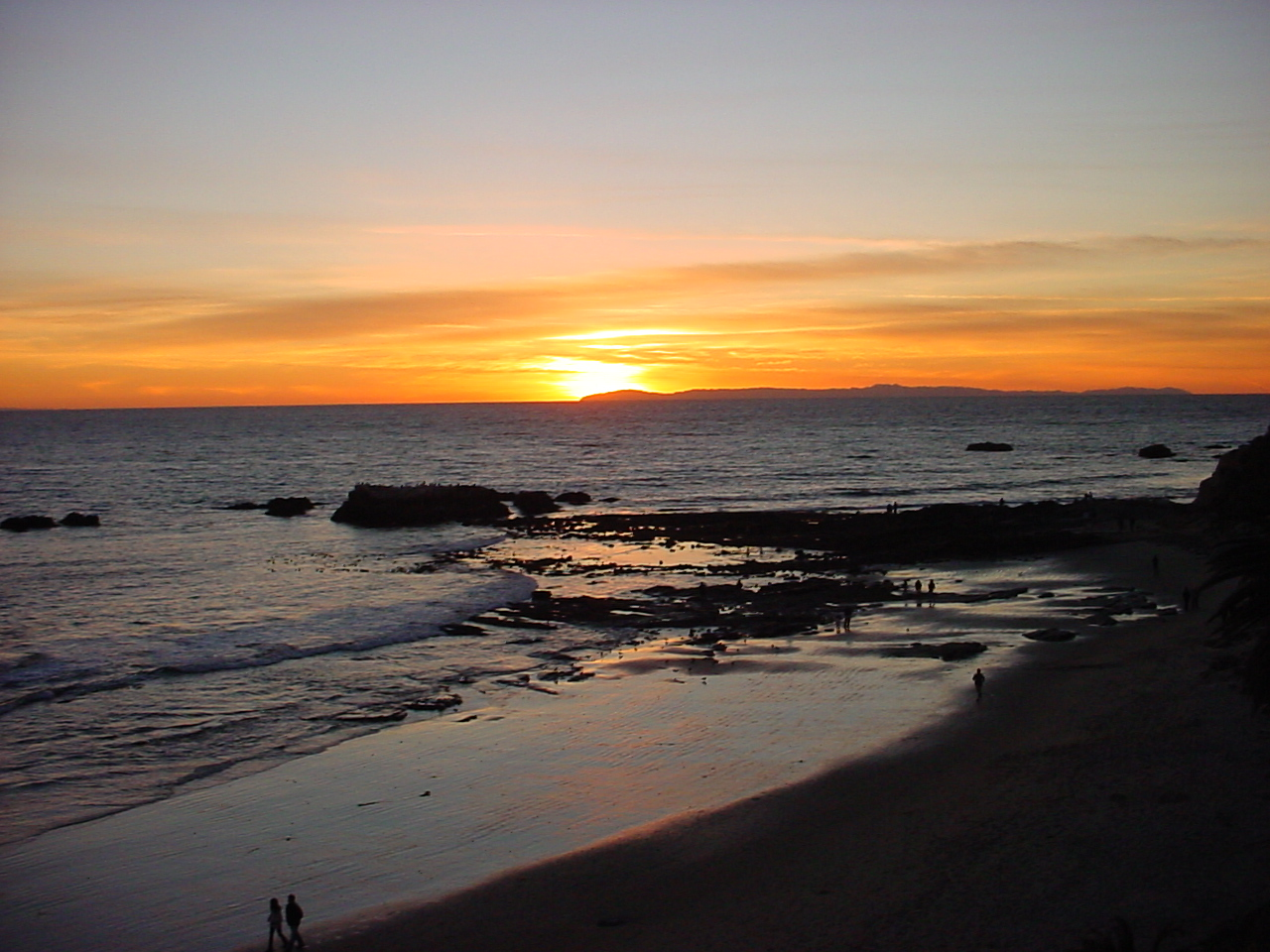
Coucher de soleil sur le golfe de Santa Catalina.